# ジョン・ウォールケ
ジョン・チャールズ・ウォールケ（1917年10月29日 – 2008年4月10日）は、アメリカ合衆国の政治学者である。

## 生涯
オハイオ州シンシナティで育った。 1935年に高校を卒業した後、彼はシーグラム&サンズとクラウスレイ・コーポレーションで働いた。彼はシンシナティ大学とハーバード大学に通い、ファイベータカッパに入学した後、米国陸軍に勤務した。ハーバード大学で大学院を卒業し、1952年に博士課程を修了した。ウォールケは、アメリカ政治学会のためにいくつかの教育プログラムを開発した。また、アマースト大学で4年間教鞭をとり、その後ヴァンダービルト大学に加わった。彼はヴァンダービルトにいる間、1961年から1962年までヴァンダービルト・イン・フランスプログラムを主導した。ヴァンダービルトに続いて、ウォールケはニューヨーク州立大学バッファロー校とアイオワ大学で教鞭をとり、1971年に中西部政治学協会を率いた。ウォールケは1972年にストーニーブルック大学の学部に加わり、1977年から1978年までアメリカ政治学会の会長を務めた。そして、アリゾナ大学キャリアを終えた。ウォールケは2008年4月10日にアリゾナ州ツーソンで90歳で亡くなった。  